# Danny Thomas
Danny Thomas (nom de scène d'Amos Kairouz) est un acteur et producteur américain né le 6 janvier 1912 à Deerfield, Michigan (États-Unis), décédé le 6 février 1991 à Los Angeles (Californie). Il est notamment le fondateur du St. Jude Children's Research Hospital. 

## Filmographie

### comme acteur

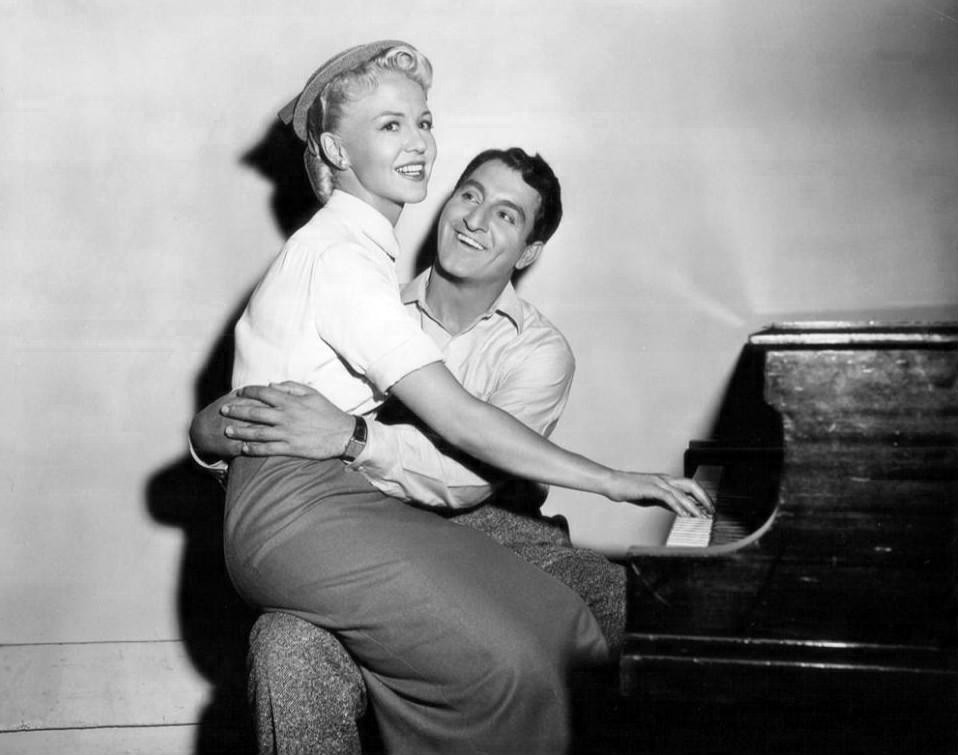
Danny Thomas avec Peggy Lee dans The Jazz Singer en 1952

- 1947 : La Danse inachevée (The Unfinished Dance) : Mr. Paneros
- 1948 : Big City de Norman Taurog : Cantor David Irwin Feldman
- 1951 : Aventure à Tokyo (Call Me Mister) de Lloyd Bacon : Private Stanley
- 1951 : La Femme de mes rêves (I'll See You in My Dreams), de Michael Curtiz : Gus Kahn
- 1952 : The Jazz Singer : Jerry Golding
- 1966 : Don't Worry, We'll Think of a Title : Cameo appearance
- 1967 : Cricket on the Hearth (TV) : Caleb (voix)
- 1968 : Carnival Nights (TV)
- 1970 : Make Room for Granddaddy (série télévisée) : Danny Williams (unknown episodes, 1970-1971)
- 1974 : Journey Back to Oz de Hal Sutherland : The Tin Man (voix)
- 1976 : The Practice (série télévisée) : Dr. Jules Bedford (1976-77) (unknown episodes)
- 1978 : Three on a Date (TV) : Man in airport
- 1980 : I'm a Big Girl Now (série télévisée) : Dr. Benjamin Douglass
- 1981 : All-Star Celebration Opening the Gerald R. Ford Presidential Museum (TV)
- 1986 : One Big Family (série télévisée) : Jake Hatton (unknown episodes)
- 1986 : Danny Thomas Christmas (TV) : Host
- 1988 : Side by Side (TV) : Charlie Warren

### comme producteur
- 1967 : Cricket on the Hearth (TV)
- 1969 : The Over-the-Hill Gang (TV)
- 1969 : Wake Me When the War Is Over (TV)
- 1969 : The Monk (en) (TV)
- 1969 : The Pigeon (TV)
- 1969 : The Ballad of Andy Crocker (TV)
- 1970 : Carter's Army (TV)
- 1970 : The Over-the-Hill Gang Rides Again (TV)
- 1972 : Second Chance (TV)
- 1972 : Captain Newman, M.D. (TV)
- 1974 : Remember When (TV)
- 1978 : Three on a Date (TV)
- 1979 : Samurai (TV)
- 1979 : Return of the Mod Squad (TV)
- 1979 : Starting Fresh (TV)
- 1979 : Featherstone's Nest (TV)
- 1979 : The Unbroken Circle: A Tribute to Mother Maybelle Carter (TV)